# Walker (Käfer)

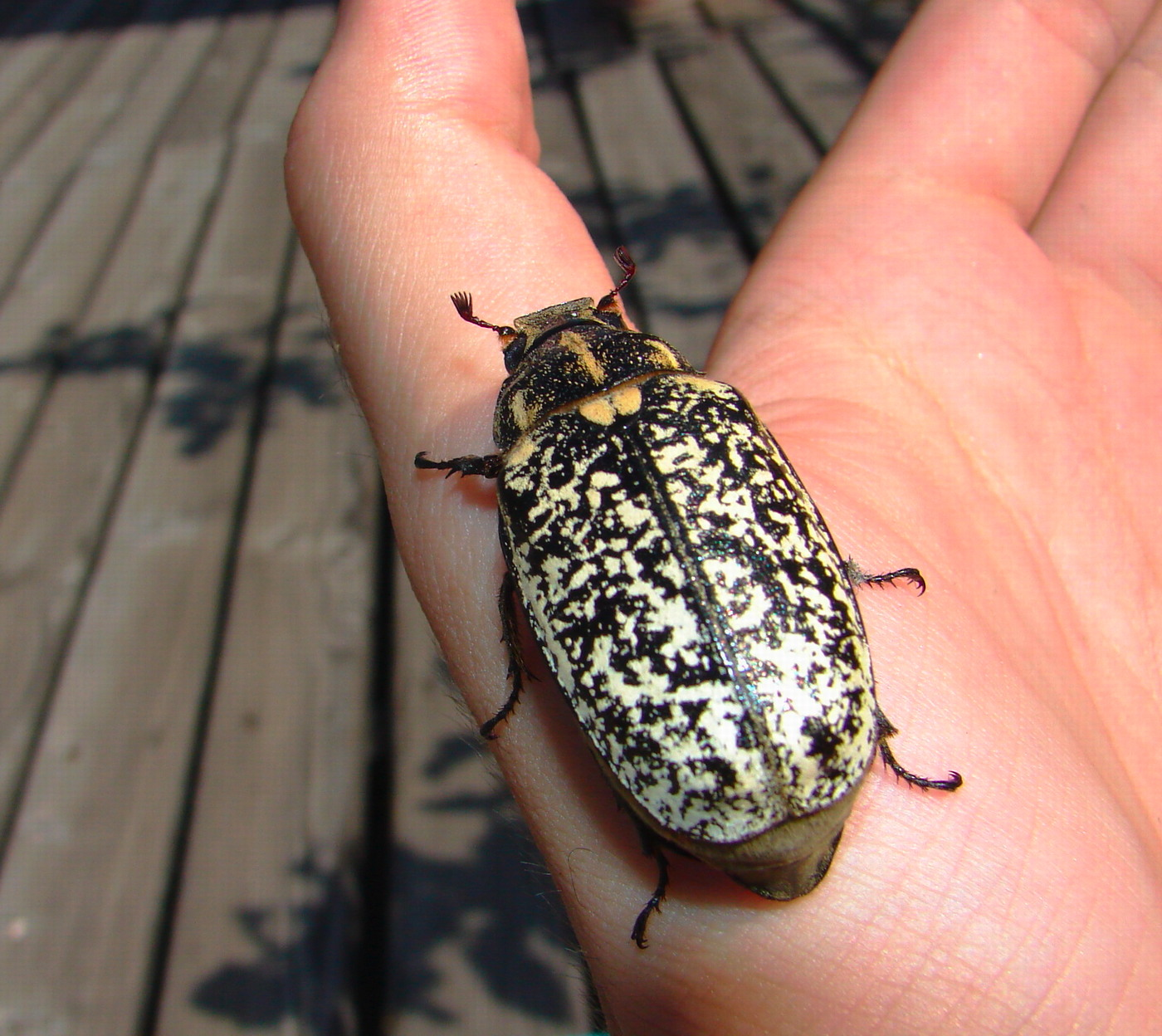
Weibchen

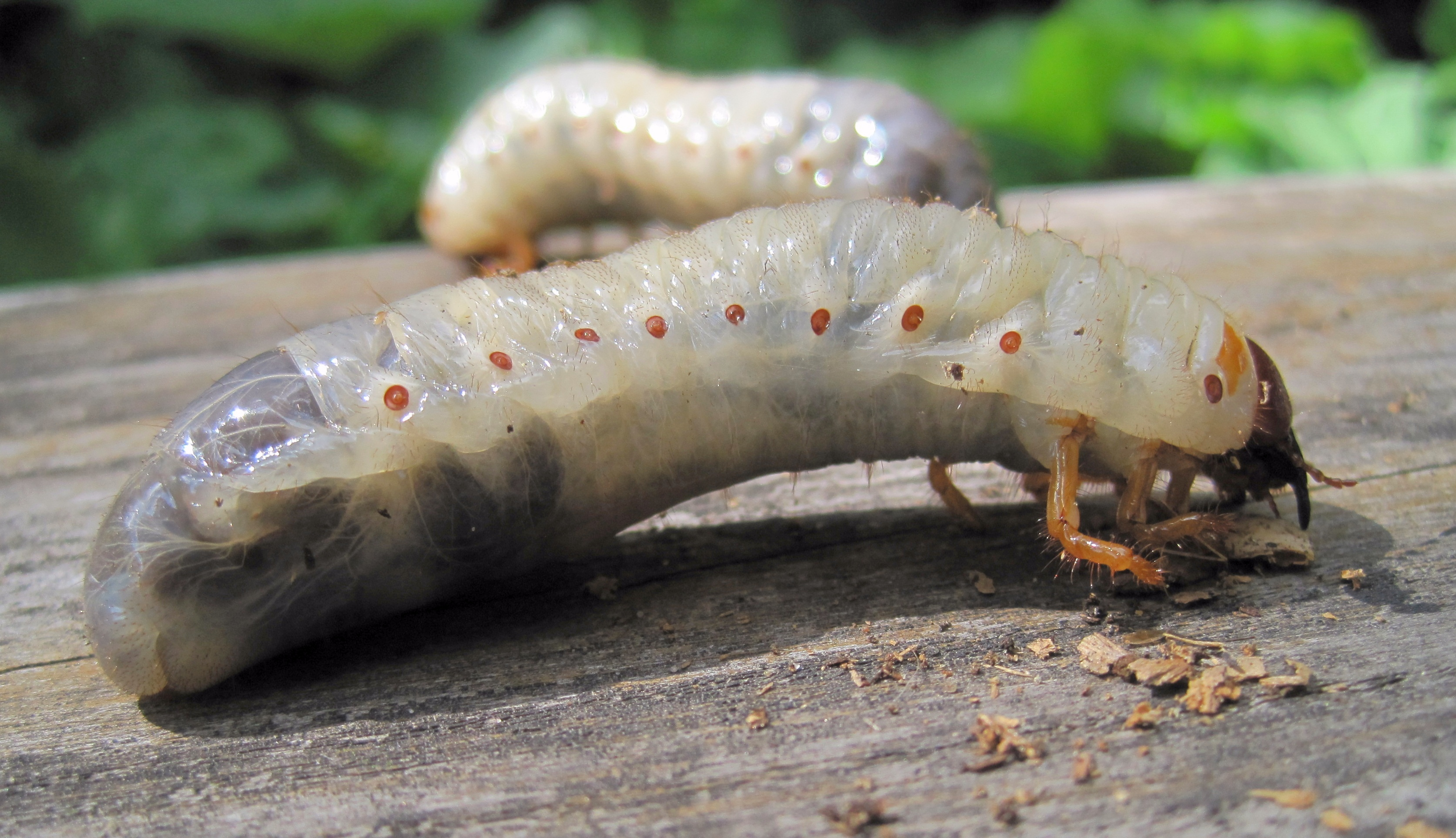
Larve ca. 80 mm × 25 mm

Der Walker oder auch Türkischer Maikäfer (Polyphylla fullo) ist ein Käfer aus der Familie der Blatthornkäfer (Scarabaeidae). Er ist die einzige Art seiner Gattung in Mitteleuropa.

## Merkmale
Die Käfer erreichen eine Körperlänge von 25 bis 36 Millimetern. Ihr Körper ist schwarzbraun gefärbt und trägt ein charakteristisches weißes Fleckenmuster. Bei den Flecken der Körperoberseite handelt es sich um Schuppen, bei denen der Bauchseite um dicht anliegende Behaarung. Die Männchen sind anhand ihrer typisch geformten Fühler erkennbar, deren Fächer aus sieben stark gekrümmten Blättern besteht, die mehrfach länger als die restlichen Fühlerglieder sind. Die Weibchen besitzen Fühlerfächer mit nur fünf Blättern, die jedoch deutlich kürzer sind als beim Männchen. Die Schienen (Tibien) der Vorderbeine tragen an der Außenseite bei den Männchen zwei, bei den Weibchen drei Dorne. 

## Verbreitungsgebiet und Lebensraum
Der Walker kommt in Nordafrika und in Europa vor. Er tritt am meisten in Mittel- und Südeuropa auf, ist jedoch fast überall selten. Seine nördliche Verbreitungsgrenze ist der Süden Schwedens, die östliche der Balkan und Kaukasus.
Er bewohnt sandige Lebensräume, wie etwa den Rand von sonnigen Kiefernwäldern, Weinberge oder Dünen.

## Lebensweise
Die Imagines treten im Juni und Juli auf und fliegen zwischen 21 und 22 Uhr am Abend. Sie ernähren sich von Kiefernnadeln, verursachen dabei aber keine wirtschaftlichen Schäden. Die Art ist in Deutschland durch die Bundesartenschutzverordnung als besonders geschützt ausgewiesen. Die Tiere können durch Stridulation für den Menschen hörbare Geräusche erzeugen. Die Weibchen legen ihre Eier im Boden ab. Die Larven entwickeln sich im Boden und ernähren sich von Wurzeln. Sie benötigen für ihre Entwicklung drei bis vier Jahre und können eine Länge von bis zu 80 Millimetern erreichen.

## Etymologie und weitere Namen
Der deutsche Name Walker ist bereits im 18. Jahrhundert für diesen Käfer belegt und bezieht sich auf das Geräusch, das der Käfer durch Stridulation (Reibung) zwischen einer Kante des vorletzten Hinterleibssegments und einer Leiste an seinem Hinterflügel erzeugen kann, und das damals an das Geräusch beim Walken von Leder oder Stoffen erinnerte. Von daher wurde der Käfer auch Gerber genannt.
Das Wort walken stammt von althochdeutsch walchan ‚kneten‘, aus altnordisch valka ‚herumschleppen‘. 
Auch im mittelalterlichen England war das Walken mit den Füßen bei der Tuchherstellung bekannt. Daher entwickelte sich dort für das Verb to walk die Bedeutung ‚mit den Füßen treten‘ und daraus weiter ganz allgemein ‚gehen‘, ‚laufen‘. 
Weiterhin wurde der Käfer auch Müller genannt, wegen der weißbehaarten Flecken auf den Flügeldecken, die an das typische Aussehen eines mehlbestäubten Kornmühlen-Arbeiters erinnerten.